# Serrat de Cal Calafí
El Serrat de Cal Calafí és un serrat del terme municipal d'Abella de la Conca, a la comarca del Pallars Jussà.

El Serrat de Cal Calafí, respecte del terme d'Abella de la Conca

Està situat al límit entre les valls del barranc de la Vall (ponent) i del Barranc de Cal Palateres (llevant). En aquest serrat hi havia la casa de Cal Calafí. Està delimitat a l'oest pel barranc del Coll des Eres i a l'est pel barranc de Cal Calafí.

## Etimologia
Aquest serrat deu el nom a la casa de Cal Calafí que hi ha en el mateix serrat. Es tracta, doncs, d'un topònim romànic modern de caràcter descriptiu.